# Arta medievală
Arta medievală se întinde de-a lungul a peste 1000 de ani de istorie a artei în Europa, Orientul Mijlociu și nordul Africii. Ea include importante curente artistice și perioade, arte naționale și regionale, genuri, renașteri, lucrări ale artiștilor și artiștii înșiși.
Istoricii artei clasifică arta medievală în: arta paleocreștină, arta popoarelor migratoare, arta celtică, arta preromanică și arta romanică, arta gotică, arta bizantină și arta islamică. În plus, fiecare „națiune” și cultură a Evului Mediu are stiluri artistice distincte care sunt studiate individual (spre exemplu arta anglo-saxonă, arta vikingă). Arta medievală include multe domenii artistice, dar a fost în special axată pe sculptură, decorarea manuscriselor și arta mozaicului; mai mult, existau mai multe stiluri artistice, cum ar fi stilul cruciat sau stilul zoomorf.
Arta medievală europeană s-a dezvoltat pe baza moștenirii artistice a Imperiului Roman și a influenței Bisericii creștine timpurii. Aceste surse, alături de viguroasa cultură artistică „barbară” a Europei de Nord au condus înspre o remarcabilă cultură artistică. Într-adevăr, istoria artei Evului Mediu poate fi privită ca o istorie a mixturii dintre elementele artei clasice, a artei paleocreștine și a artei „păgâne”.

## Principalele mișcări artistice
Arta paleocreștină este cuprinsă cu aproximație între anul 200 (înainte de care nu se cunoaște nici o formă de manifestare artistică a creștinismului) și anul 500, la inaugurarea unui stil pur bizantin. De-a lungul acestei perioade, artiștii au adoptat subiecte și metode specifice artei romane în pictură, mozaic și sculptură.
Arta bizantină se naște din ceea ce numim arta paleocreștină în jurul anului 500. În timpul crizei iconoclaste (730-843) marea majoritate a icoanelor au fost distruse, astfel încât, pentru un studiu efectiv al acestei arte în zilele noastre orice nouă descoperire ascunde o mai bună înțelegere a acesteia. După reluarea producției de icoane, din 843 și până în 1453, arta bizantină a suferit foarte puține adăugiri, în ciuda sau poate tocmai din cauza declinului lent al Imperiului. Cu centrul artistic în Constantinopol, arta bizantină este deseori  identificată după calitatea materialului folosit și a măiestriei artistului. Această artă a atins apogeul prin monumentalele fresce și mozaicuri realizate în biserici sub formă de dom, (marea majoritate a acestora fiind pierdută, fie din cauza dezastrelor naturale, fie din cauza transformării bisericilor în moschee).
Arta celtică a Evului Mediu descrie arta popoarelor celtice din Irlanda și Marea Britanie din secolul al V-lea, odată cu retragerea administrației romane și până în secolul al XII-lea la instaurarea artei romanice. Secolul al V-lea și secolul al VII-lea au fost în principal o continuarea a artei culturii La Tène cu câteva adăugiri romane, în timp ce secolul al VIII-lea a marcat fuziunea tradițiilor germanice cu cultura anglo-saxonă, născându-se astfel ceea ce se numește stilul hiberno-saxon sau arta insulară. Mult mai târziu, în Irlanda pot fi observate și anumite influențe vikinge.
Arta popoarelor migratoare descrie arta populațiilor migratoare de neam germanic și a celor din estul Europei între anii 300-900, în această perioadă fiind inclusă și arta hiberno-saxonă. Acest stil artistic a interacționat atât cu arta creștină, cât și cu stilul zoomorf și cu cel policromatic.
Arta preromanică definește arta dezvoltată de la încoronarea lui Carol cel Mare în anul 800 și până la începuturile artei romanice în secolul al XI-lea. Ea cuprinde arta carolingiană, arta ottoniană, arta anglo-saxonă, precum și arta Franței, Italiei și Spaniei. De-a lungul acestei perioade, își fac simțită prezența influențele artei romane clasice, iar arta carolingiană devine sămânța din care mai târziu se vor dezvolta arta romanică și arta gotică.
Arta romanică se referă la perioada dintre anul 1000 și nașterea artei gotice în secolul al XII-lea. Acestă artă s-a dezvoltat odată cu nașterea monarhiilor Europei de vest (Franța mai ales), dar a cuprins și Spania creștină, Anglia, Flandra, Germania, Italia și alte regiuni. Arhitectura ei este dominată de pereți groși, structuri joase și îndesate și arcuri și ferestre cu capăt rotunjit. Denumirea acestui curent a fost dată de istoricii artei din secolul al XIX-lea și este influențată de faptul că doar în această perioadă mai sunt folosite formele arhitecturale moștenite din Roma antică.
Arta gotică este un termen variabil în funcție de opera de artă, loc și timp. El își are originea odată cu nașterea arhitecturii gotice în anul 1140, deși pictura de stil gotic nu a apărut decât în jurul anului 1200, când s-a desprins total de stilul romanic. Sculptura gotică s-a născut în Franța în 1144 odată cu renovarea abației Saint-Denis și s-a răspândit în Europa devenind, în secolul al XIII-lea un stil internațional care înlocuia stilul romanic. Goticul internațional descrie arta gotică dintre anii 1360 și 1430, după care aceasta se va transforma, în momente diferite și în timpuri diferite în artă renascentistă.
Arta islamică a Evului Mediu este reprezentată de o varietate de lucrări precum manuscrise ilustrate, textile, ceramică și sticlă. Ea se referă la arta popoarelor musulmane din Orientul Apropiat, a Spaniei islamice și a celor din nordul Africii. Arta islamică a trecut printr-o perioadă inițială de formare între anii 600-900 și s-a dezvoltat în diverse regiuni după anul 900.